# Централни софийски хали
Централните софийски хали или за кратко Халите са търговски комплекс в центъра на София разположени на бул. „Мария Луиза“ до пресечката с ул. „Екзарх Йосиф“. Халите са един от най-старите търговски комплекси.

## История
Строителството на сградата, която се простира на повече от 3200 м², започва през 1909 г., след като проектът на архитект Наум Торбов е избран през 1907 г., и отнема две години.
До края на 40-те години на XX век Столичната община отдава около 170 магазина и сергии в Халите. Наемите и качеството на продуктите са строго регулирани. Интериорът на сградата на Халите е значително променен след 50-те години на XX век и комплексът е затворен през 1988 г., за да бъде реконструиран, модернизиран и отново отворен за Великден през 2000 г., след като 75% от комплекса са придобити от израелската компания Аштром, която инвестира 7 милиона долара в него. Проекта за ревитализация и реконструкция на сградата, дело на архитектите Константин Антонов и Христо Ганчев, е награден с европейската награда за архитектура и наградата на София.
До юли 2022 г. в Халите работят над 1000 души на три етажа. Комплексът разполага със сергии и магазини за хранителни стоки, магазини за дрехи, аксесоари и бижута, щандове за бързо хранене и др. След това сграда е придобита от Кауфланд, които с помощта на Националния институт за недвижимо културно наследство и главния архитект на София, решават, че проект от 2000 г. няма и целият интериор е разрушен, за да може емблематичната сграда да се превърне в квартален супермаркет и да изгуби идентичността си на сграда за търговия на дребно. На 10 май 2024 г. Кауфланд обявява, че Халите отварят отново на 23 май. 

## Архитектура
Стилът на сградата, която се счита за най-добрата творба на Торбов, е неоренесансова, включваща също елементи от неовизантийската архитектура и необарок. Фасадата е известна с релефа на герба на София над главния вход, създаден от художника Харалампи Тачев. Известната малка часовникова кула с три циферблата е на върха на сградата. Първоначално сградата е построена с четири входа, но не всички се използват днес.

## Галерия
- Изглед към входа на Халите
- Изглед отпред
- Изглед отпред, 1912 г.
- Часовниковата кула
- Страничен изглед